# Кабиров, Мухиддин Тиллоевич
Мухиддин Тиллоевич Кабиров (тадж. Муҳиддин Тиллоевич Кабиров) — таджикский политический деятель и оппозиционер, который всегда критиковал власть за нарушение прав граждан. С сентября 2006 года глава Партии исламского возрождения Таджикистана, которая в сентябре 2015 года признана террористической в Таджикистане, но мировое сообщество не признало этого. 

## Биография

### Ранные, учёба и предпринимательская деятельность
Родился 20 июля 1965 года в деха Касамдара Файзабадского района Таджикской ССР. Вырос в посёлке Файзабад, окончил там среднюю школу. С детства подпольно получал религиозное образование. В те годы познакомился с Мухаммадшарифом Химматзода. После школы поступил в Орджоникидзеабадский техникум статистики (сейчас Вахдатский колледж статистики) в соседнем районе, который окончил в 1983 году. После окончания учёбы работал бухгалтером и экономистом в совхозе «Октябрь» в Файзабадском районе. В том же году был призван на обязательную военную службу в ряды Вооружённых сил СССР, где прослужил до 1985 года. После возвращения с военной службы до 1987 года работал бухгалтером и экономистом в предприятиях Файзабадского района.
В 1987 году поступил на арабское отделение факультета востоковедения Таджикского государственного университета имени В. И. Ленина (сейчас Таджикский национальный университет) в Душанбе. Окончил данный вуз в 1992 году. В том году по рекомендации почти год проходил стажировку в Университете Сана в Республике Йемен. В 1993 году поступил в Дипломатическую академию МИД Российской Федерации в Москве. Окончил Дипакадемию МИД РФ в 1995 году по специальности «международное право». Так как в это время в уже независимом Таджикистане была в разгаре гражданская война, начавшаяся в начале 1992 года, Мухиддин Кабиров остался в Москве, но поддерживал связь с Таджикистаном. До 1997 года вёл предпринимательскую деятельность в Москве, являлся заместителем генерального директора АОЗТ «Халиф» Зайда Саидова (основан в 1993, ликвидирован в 2007 году), а также руководителем московского таджикского культурного центра «Сино».

### Политическая карьера
После окончания гражданской войны летом 1997 года, Мухиддин Кабиров вернулся в Таджикистан, в Душанбе, став одним из помощников председателя оппозиционной Партии исламского возрождения Таджикистана Саида Абдулло Нури и его заместителя Ходжи Акбара Тураджонзода.
В 2000 году по предложению лидера ПИВТ Саида Абдулло Нури, Мухиддин Кабиров был избран заместителем лидера (председателя) ПИВТ. В те годы стал известен под именем Мухиддин Кабири. В 2005 году основан неправительственную организацию Центр «Диалог», которая стала площадкой для обсуждений и аналитики политической и социально-экономической ситуации в Таджикистане, площадкой для предложений реформ в Таджикистане.
По итогам парламентских выборов 2005 года ПИВТ получила два места в Палате представителей Высшего собрания Республики Таджикистан, один из которых занял Мухиддин Кабири как заместитель председателя партии. Во время продолжительной болезни от рака лидера ПИВТ Саида Абдулло Нури, по его настоянию Мухиддин Кабиров фактически исполнял обязанности руководителя партии. После смерти лидера партии Саида Абдулло Нури в августе 2006 года, в сентябре того же года на всеобщем съезде ПИВТ Мухиддин Кабири большинством голосов был избран новым лидером партии. В сентябре 2007 года был переизбран председателем партии. Был переизбран депутатом по итогам парламентских выборов 2010 года. В том же году на съезде ПИВТ Мухиддин Кабири единогласно в третий раз был переизбран председателем партии.
Женат, имеет 7 детей. Является кандидатом политических наук. Свободно владеет таджикским, русским, арабским, английским и персидским языками.

#### Политическая эмиграция
В середине марта 2015 года, после парламентских выборов, на которых возглавляемая Кабировым Партия исламского возрождения Таджикистана, не смогла пройти в парламент и которые ПИВТ не признаёт, Кабиров выехал на лечение в Турцию, где проживает его семья. После обвинений правительственных газет в том, что Кабиров замешан в незаконной купле-продаже земли, по рекомендации Политсовета партии, он отложил своё возвращение в Таджикистан, по состоянию на 29 июля 2015 года Кабиров всё ещё находился в эмиграции. М.Кабири является лидером Национального Алянса Таджикистана.